# ТЕС Обаджана
7°55′25.1″ пн. ш. 6°25′43.7″ сх. д. / 7.923639° пн. ш. 6.428806° сх. д.
ТЕС Обаджана – теплова електростанція в Нігерії у центрально-південному штаті Когі, у 35 км на північний захід від його столиці міста Локоджа.
На початку 21 століття нігерійська електроенергетика далеко не завжди могла забезпечити потреби споживачів через хронічні технічні проблеми державних електростанцій. В цих умовах цілий ряд великих промислових підприємств вирішили спорудити власні теплові електростанції. Такий проект зокрема реалізувала компанія Dangote на своєму цементному заводі в Обаджана. У 2011 році тут ввели в експлуатацію три газові турбіни General Electric типу LM6000 потужністю по 45 МВт кожна (можливо відзначити, що в тому ж році почала роботу і друга електростанція компанії Dangote, споруджена на південному-заході країни разом з заводом в Ібесе). Блакитне паливо для роботи заводу та ТЕС постачається по трубопроводу довжиною 94 км.
У 2014 році станцію Обаджана доповнили ще однією газовою турбіною того ж типу, еталонну номінальну потужність (ISO-потужність) якої у 45 МВт збільшили за рахунок встановлення системи TIC (Turbine Inlet Cooling) ще на 10 МВт. За два роки ця турбіна вийшла з ладу, проте її відремонтували за допомогою представництва General Electric, хоча для цього й довелось транспортувати обладнання за 400 км до Порт-Гаркорт.